# 伊万诺-米科拉伊夫卡

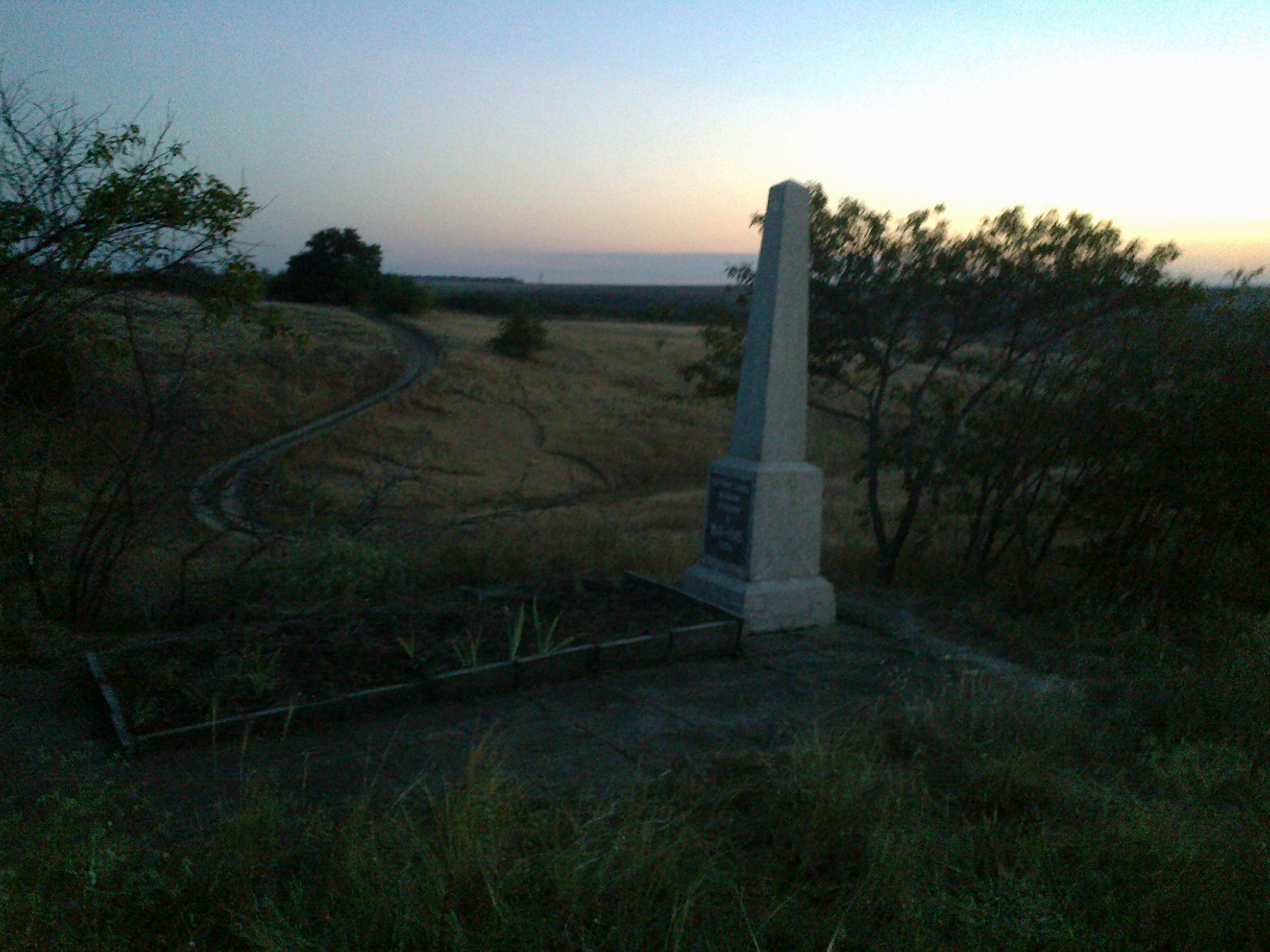
苏联烈士纪念碑

46°45′36″N 30°3′1″E / 46.76000°N 30.05028°E
伊萬諾-米科拉伊夫卡（烏克蘭語：Івано-Миколаївка）是位於烏克蘭西南部的村莊，由敖德萨州羅茲季利納區的斯捷潘尼夫卡市鎮負責管轄。該村始建於1893年，面積0.17平方公里，海拔高度108米，2001年人口6，人口密度每平方公里36.14人。